# 霍克斯廣場 (亞利桑那州)
霍頓斯廣場（英語：Hortons Place）是位於美國亞利桑那州皮納爾縣的一個非建制地區。該地的面積和人口皆未知。

## 地理
霍頓斯廣場的座標為32°52′40″N 110°35′01″W / 32.87778°N 110.58361°W，而該地的平均海拔高度為776米（即2546英尺）。